# Dominique Heintz
Dominique Heintz (ur. 15 sierpnia 1993 w Neustadt an der Weinstraße) – niemiecki piłkarz grający na pozycji obrońcy. Od 2018 roku zawodnik SC Freiburg.

## Życiorys
W czasach juniorskich trenował w SV Herta Kirrweiler i 1. FC Kaiserslautern. W 2011 roku dołączył do seniorskiego zespołu tego drugiego. W Bundeslidze zadebiutował 5 maja 2012 w przegranym 1:2 meczu z Hannoverem 96. Na boisko wszedł w 77. minucie, zmieniając Ariela Borysiuka. Przed sezonem 2015/2016 odszedł za około 1,5 miliona euro do 1. FC Köln. 1 lipca 2018 został piłkarzem SC Freiburg.